# Фервју (Тексас)
Фервју (енгл. Fairview) град је у америчкој савезној држави Тексас. По попису становништва из 2010. у њему је живело 7.248 становника.

## Демографија
Према попису становништва из 2010. у граду је живело 7.248 становника, што је 4.604 (174,1%) становника више него 2000. године.
| Група             | 2000.         | 2010.         |
| Белци             | 2.433 (92,0%) | 6.102 (84,2%) |
| Афроамериканци    | 7 (0,3%)      | 258 (3,6%)    |
| Азијати           | 48 (1,8%)     | 309 (4,3%)    |
| Хиспаноамериканци | 103 (3,9%)    | 450 (6,2%)    |
| Укупно            | 2.644         | 7.248         |